# Allocosa funerea
Allocosa funerea este o specie de păianjeni din genul Allocosa, familia Lycosidae. A fost descrisă pentru prima dată de Hentz, 1844. Conform Catalogue of Life specia Allocosa funerea nu are subspecii cunoscute.